# Гересень (комуна)
Гересень, Гересені (рум. Gherăseni) — комуна у повіті Бузеу в Румунії. До складу комуни входять такі села (дані про населення за 2002 рік):
- Гересень (3158 осіб) — адміністративний центр комуни
- Судіць (623 особи)

Комуна розташована на відстані 85 км на північний схід від Бухареста, 13 км на південь від Бузеу, 106 км на південний захід від Галаца, 115 км на південний схід від Брашова.

## Населення
За даними перепису населення 2002 року у комуні проживала 3781 особа.
Національний склад населення комуни:
| Національність | Кількість осіб | Відсоток |
| -------------- | -------------- | -------- |
| румуни         | 3629           | 96,0%    |
| цигани         | 150            | 4,0%     |
| угорці         | 2              | 0,1%     |

Рідною мовою назвали:
| Мова      | Кількість осіб | Відсоток |
| --------- | -------------- | -------- |
| румунська | 3779           | 99,9%    |
| угорська  | 2              | 0,1%     |

Склад населення комуни за віросповіданням:
| Релігія        | Кількість осіб | Відсоток |
| -------------- | -------------- | -------- |
| православні    | 3774           | 99,8%    |
| адвентисти     | 2              | 0,1%     |
| не релігійні   | 2              | 0,1%     |
| римо-католики  | 1              | < 0,1%   |
| греко-католики | 1              | < 0,1%   |